# Eupithecia extraversaria
Eupithecia extraversaria es una especie de polilla de la familia Geometridae. La especie fue descrita por primera vez por Gottlieb August Wilhelm Herrich-Schäffer habiendo sido descrita en 1852, con una amplia distribución en Europa. El sintipo de la especie fue descrita en la región de Silesia.
E. extraversaria habita hábitats secos y cálidos, como pastizales calcáreos y bordes de secos de bosques abiertos. Por su parecido con otras especies de Europa y su morfología genital, pertenece al grupo de especies Eupithecia centaureata.: 237 

## Distribución
La especie ha sido descrita en detalle en el Paleártico Occidental. En Europa se la ha encontrado desde Alto Ajenjo y Portalegre (Portugal) hasta los Montes Urales, en dirección norte hasta Letonia y hacia el sur hasta Granada (España). También ha sido bien descrita en el norte de África, el norte de Turquía, el Cáucaso, Transcaucasia y el norte de Irán. También se la ha encontrado en el suroeste de Siberia y en el Macizo de Altái.: 239 

## Descripción
Es una polilla pequeña con una envergadura de las alas de 16 a 20 milímetros (0,6 a 0,8 plg).: 238  La polilla gris pálido a ocre con líneas transversales marrón grisáceos angulados desde la costa hasta el punto discal que es amplio y negro.: 239  Las alas posteriores tienen un tinte más claro que las anteriores. Los palpos labiales y la cabeza son del mismo color de las alas. El abdomen es de un tinte más ocre que el gris de la alas. Los adultos vuelan desde junio hasta principios de agosto. 
Las larvas se alimentan de las flores de varias especies de Apiaceae, entre ellas Pimpinella saxifraga, Bupleurum, Pastinaca, Angelica'' y Peucedanum. Las larvas se pueden encontrar desde finales de julio hasta principios de septiembre. La especie pasa el invierno en estado de pupa.

## Ciclo de vida
La oruga es oligofaga, se han encontrado alimentando sobre Peucedanum oreoselinum, Angelica sylvestris en Alemania, Pimpinella saxifraga, Bupleurum falcatum en Suiza, Laserpitium latifolium, Pimpinella major, Seseli libanotis, Daucus carota, Athamanta turbith en los Alpes, especies Eupatorium en Francia y Pastinaca sativa en Alemania y Francia.
El hábitat son laderas cálidas y secas, rocas y pedregales, a menudo en montañas. Se ha hallado a nivel del mar hasta 1400 metros (4593,2 pies) de altitud en los Apeninos, hasta aproximadamente 1900 metros (6233,6 pies) en la península balcánica y Asia Menor, hasta más de 2000 metros (6561,7 pies) en los Alpes del Sur y por encima de 2300 metros (7545,9 pies) en los Pirineos.: 239 